# L'imboscata Live Tour 1997
L'imboscata Live Tour 1997 è un video album di Franco Battiato. Le registrazioni, effettuate durante la tournée promozionale dell'album L'imboscata, provengono dai concerti del 17 marzo a Torino e del 4 aprile a Milano.
Originariamente uscito su videocassetta, venne ripubblicato in DVD nel 2004 con il nuovo titolo La Cura Live. Nella compilation del 2003 Le stagioni del nostro amore erano già stati inseriti come contenuto bonus i video di tre brani estratti dal live: La stagione dell'amore, E ti vengo a cercare e Stranizza d'amuri.
Inizialmente Battiato aveva intenzione di pubblicare la registrazione su CD, come album dal vivo, ma decise altrimenti per non entrare in competizione con la raccolta Battiato Live Collection, pubblicata nello stesso periodo dalla EMI, la sua precedente casa discografica. Tuttavia, nel corso degli anni alcuni dei brani sono stati pubblicati in forma audio: nell'EP Shock in My Town del 1998 sono presenti La stagione dell'amore e La cura, mentre l'edizione del 25º anniversario de L'imboscata contiene le registrazioni dal vivo di Di passaggio, Strani giorni e nuovamente de La cura.

## Tracce
Testi di Franco Battiato e Manlio Sgalambro, tranne dove indicato; musiche di Franco Battiato e Giusto Pio.
1. ...ein Tag aus dem Leben des kleinen Johannes (Sgalambro-Battiato)
2. Summer on a Solitary Beach (Battiato-Pio)
3. Strani giorni (Sgalambro-Fenner-Battiato)
4. Gli uccelli (Battiato-Pio)
5. Voglio vederti danzare (Battiato-Pio)
6. La stagione dell'amore (Battiato)
7. Splendide previsioni (Jaeggy-Sgalambro-Battiato)
8. Segunda-feira  (Sgalambro-Battiato)
9. Amata solitudine (Sgalambro-Battiato)
10. Povera patria (Battiato-Pio)
11. L'era del cinghiale bianco (Battiato-Pio)
12. Memoria di Giulia (Milagrosa-Sgalambro-Battiato)
13. Ecco com'è che va il mondo (Sgalambro-Battiato)
14. E ti vengo a cercare (Battiato)
15. Centro di gravità permanente (Battiato-Pio)
16. Areknames (Albergoni-Battiato)
17. Sentimiento nuevo (Battiato-Pio)
18. Bandiera bianca (Battiato-Pio)
19. Cuccurucucù (Battiato-Pio)
20. La cura (Sgalambro-Battiato)
21. Stranizza d'amuri (Battiato-Pio)
22. Prospettiva Nevski (Battiato-Pio)
23. Di passaggio (Sgalambro-Battiato)

## Musicisti
- Franco Battiato - voce, chitarra elettrica
- Manlio Sgalambro - voce
- Nicole Walker Smith - voce, cori
- Chicco Gussoni - chitarra elettrica, oboe
- David Rhodes - chitarra elettrica
- Paolo Costa - basso
- Angelo Privitera - pianoforte, tastiere
- Walter Tesoriere - tastiere, programmazione
- Lele Melotti - batteria